# NGC 255
NGC 255 è una galassia a spirale intermedia situata nella costellazione della Balena.

## Descrizione
La galassia ha una classe di luminosità II-III e presenta una larga riga a 21 cm dell'idrogeno neutro.
Data la sua luminosità superficiale pari a 14,21, NGC 255 può essere classificata come una galassia a bassa luminosità superficiale (nella letteratura in lingua inglese abbreviata in LSB, acronimo di low surface brightness). Le galassie LSB sono galassie di tipo diffuso (D) con una luminosità superficiale inferiore di almeno una magnitudine a quella del cielo notturno circostante.

## Scoperta
NGC 255 è stata scoperta il 27 novembre 1785 dall'astronomo britannico di origine tedesca William Herschel.